# Mélissa Guers
Mélissa Guers (* 1996 oder 1997) ist eine französische Nachwuchsschauspielerin.

## Leben
Guers war seit ihrer Kindheit Turnerin und im Bereich Sportgymnastik, Balken und Reck aktiv. Sie beendete die Schulzeit mit dem Baccalauréat und studierte an der Pariser Sorbonne in den Bereichen Lettres und Audiovisuel. Während des Studiums spielte sie Improvisationstheater.
Obwohl sie den Wunsch, Schauspielerin zu werden, eher als Traum denn als realen Wunsch bezeichnete, nutzte sie eine prüfungsfreie Zeit, um sich auf einen Castingaufruf von Castingdirektorin Marine Albert auf Facebook zu bewerben. Albert suchte eine Hauptdarstellerin für den Kriminalfilm La fille au bracelet. Guers erhielt die Rolle: Im Film spielt sie die 16-jährige Schülerin Lise Bataille, die verdächtigt wird, ihre beste Freundin ermordet zu haben. Nach eigenen Angaben kam Guers bei der Rolle zugute, dass sie, wie auch die Hauptfigur, „einen sehr zurückhaltenden Charakter habe, dass ich [Guers] meine Gefühle nicht durchscheinen lasse.“ Die Dreharbeiten fanden von Januar bis März 2018 statt; der Film erlebte im Sommer 2019 seine Premiere und lief im Februar 2020 in den französischen Kinos an. Für ihre Darstellung wurde Guers 2021 für einen César in der Kategorie Beste Nachwuchsdarstellerin nominiert.
Im interaktiven Drama Ordesa, das Fantasyfilm und Videospiel vermischt, im Sommer 2019 gedreht und im Herbst 2020 veröffentlicht wurde, übernahm Guers die Hauptrolle.

## Filmografie
- 2019: La fille au bracelet
- 2020: Ordesa
- 2021: Une femme du monde
- 2025: Die jüngste Tochter (La petite dernière)

## Auszeichnungen
- 2021: César-Nominierung, Beste Nachwuchsdarstellerin, für La fille au bracelet